# 21359 Geng
21359 Geng è un asteroide della fascia principale. Scoperto nel 1997, presenta un'orbita caratterizzata da un semiasse maggiore pari a 2,9385499 UA e da un'eccentricità di 0,0216972, inclinata di 0,74760° rispetto all'eclittica.